# Coacalco
San Francisco Coacalco is een stad in de deelstaat Mexico. Het is de hoofdplaats van de gemeente Coacalco de Berriozábal en is gelegen in de agglomeratie Mexico-Stad. Coacalco heeft 313.419 inwoners. Coacalco grenst aan Tultepec, Tultitlán, Ecatepec en het Federaal District.
De naam Coacalco komt uit het Nahuatl en betekent "plaats van het slangenhuis". In 1320 wordt Coacalco voor het eerst genoemd. In de jaren 70 werd Coacalco overvleugeld door het almaar uitdijende Mexico-Stad. Het is tegenwoordig een van de snelstgroeiende steden van Mexico; in de afgelopen vijftien jaar heeft het bevolkingsaantal zich verdubbeld. Tegenover deze bevolkingsgroei staat geen evenredige groei van het aantal voorzieningen